# ギャビン・クロス
ギャビン・ジェームズ・クロス（Gavin James Cross, 2001年2月13日 - ）は、アメリカ合衆国テネシー州ブリストル出身のプロ野球選手（外野手）。左投左打。MLBのカンザスシティ・ロイヤルズ傘下所属。

## 経歴
大学2年目の2021年に大学野球アメリカ代表に選出された。
3年目の2022年は57試合に出場して打率.328、17本塁打、50打点の成績を記録した。その後、この年のMLBドラフト1巡目（全体9位）でカンザスシティ・ロイヤルズから指名されプロ入り。契約金は約520万ドル。

## 家族
父のアダムは元プロ野球選手で、ピッツバーグ・パイレーツ、サンディエゴ・パドレス傘下で3年間プレーしていた。